# Thomas Berger (écrivain)
Pour les articles homonymes, voir Berger et Thomas Berger (homonymie).
Thomas Louis Berger, né le 20 juillet 1924 à Cincinnati dans l'Ohio et mort le 13 juillet 2014  à Nyack dans l'État de New York, est un écrivain américain.

## Biographie
Il est surtout connu pour son roman Little Big Man (Mémoires d’un visage pâle) repris au cinéma sous le même titre par Arthur Penn.

## Œuvres traduites en français
- Mémoires d’un visage pâle [« Little Big Man »], trad. de France-Marie Watkins, Paris, Éditions Stock, 1965, 452 p. (BNF 32919329)
- Pour tuer le temps [« Killing Time »], trad. de Claude Elsen, Paris, Éditions Stock, 1968, 272 p. (BNF 32919330)
- À corps perdu [« Vial Parts »], trad. de Sabine Berritz, Paris, Éditions Stock, 1973, 280 p. (BNF 35425183)
- L’Invité [« The Houseguest »], trad. de Christian et Francine Bérubé, Paris, Éditions Fayard, 1993, 286 p.  (ISBN 2-213-03026-X)
- Le Crime d’Orrie [« Orrie’s Story »], trad. de Christian et Francine Bérubé, Paris, Éditions Fayard, 1994, 299 p.  (ISBN 2-213-59235-7)
- Rencontre avec le mal [« Meeting Evil »], trad. de Bernard Sigaud, Paris, Éditions Fayard, 1995, 282 p.  (ISBN 2-213-59396-5)
- Le Retour de Little Big Man [« Return of Little Big Man »], trad. de Danièle Laruelle, Monaco-Paris, France, Le Rocher, coll. « Nuage rouge », 2000, 406 p.  (ISBN 2-268-03515-8)